# Ma femme... homme d'affaires
Pour plus de détails, voir Fiche technique et Distribution.
Ma femme... homme d'affaires est un film français,  coproduit avec l'Allemagne, réalisé par Max de Vaucorbeil, sorti en 1932.

## Fiche technique
- Réalisation : Max de Vaucorbeil
- Scénario : Philipp Lothar Mayring, Fritz Zeckendorf et Ernst Wolff
- Dialogue : William Aguet
- Décors : Pierre Schild
- Photographie : Paul Portier, Marc Bujard
- Musique : Raoul Moretti
  - Chansons : Sans blague et Beaucoup d'amour[1]
- Directeur de production : Jacques Natanson
- Sociétés de production  : L'Alliance Cinématographique Européenne (ACE), UFA - Babelsberg Film
- Pays :  France |  Allemagne
- Format :  Noir et blanc - 1,37:1 - 35 mm - son mono
- Genre : Comédie
- Durée : 85 minutes
- Date de sortie : 
  - France : 5 septembre 1932

## Distribution
- Renée Devillers - Arlette
- Robert Arnoux - Pierre
- Alfred Pasquali - Silbermann
- Marcel Carpentier - Gébel
- William Aguet - Harrison
- Hubert Daix - Le docteur Varnier
- Jean Gobet - L'imprésario
- Emmy Lynn - Gladys Spring
- Claudine Fonty - 	Une danseuse
- Nikitina - Olga
- Robert Dartois
- Josèphe Evelys
- Bob Maix
- Pierre Denols

## À noter
- C'est le version française du film allemand Meine Frau, die Hochstaplerin (Ma femme chevalier)[2] réalisé par Kurt Gerron et sorti à Berlin en septembre 1931 avec Kate von Nagy dans rôle principal.